# Holstein (Iowa)
|  | Dieser Artikel wurde aufgrund von inhaltlichen Mängeln auf der Qualitätssicherungsseite des Projektes USA eingetragen. Hilf mit, die Qualität dieses Artikels auf ein akzeptables Niveau zu bringen, und beteilige dich an der Diskussion! Eine nähere Beschreibung der zu behebenden Mängel fehlt. |

Holstein ist eine City im Ida County im Westen des US-Bundesstaates Iowa. Das U.S. Census Bureau hat bei der Volkszählung 2020 eine Einwohnerzahl von 1.501 auf einer Fläche von 3,8 km² ermittelt. Die Bevölkerungsdichte liegt bei 406 Einwohnern pro km². Holstein wird vom U.S. Highway 59 tangiert und liegt nahe der Grenze zum Cherokee County.

## Lage
Holstein liegt rund 45 Kilometer östlich von Sioux City.

## Geschichte
1882 wurde Holstein Iowa von Deutschen Einwanderern gegründet, nachdem sich bereits 1868 einige Farmer dort angesiedelt hatten. 1876 folgten weitere deutsche Siedler aus New Holstein, Wisconsin. Zuvor hatten nordöstlich des Stadtgebiets 1879 Henry Thielmann und Ehefrau ein Stück Prärie-Land erworben.

## Einrichtungen
Holstein verfügt unter anderem über eine Schule, Kirchen, Restaurant, Tankstelle, Banken, Lebensmittelmarkt, Feuerwehr und eine Poststation. Seit 2011 verfügt die Stadt mit dem Rosemary Clausen Center über ein Theater insbesondere für musikalische Aufführungen. Im ersten Jahr war unter anderem der afroamerikanische Bassbariton Simon Estes zu Gast.